# Jean-Robert Derendinger
Jean-Robert Derendinger, francoski general, * 16. april 1881, † 24. marec 1958.